# !!!Fuck You!!!
!!!Fuck You!!! è il secondo EP del gruppo musicale statunitense Overkill, pubblicato nel 1987.

## Il disco
Il disco è stato pubblicato originalmente dall'etichetta discografica Megaforce Records e distribuito dall'Atlantic Records in formato 12" e musicassetta. L'EP contiene una cover del brano Fuck You degli Stiffs e altri quattro brani registrati dal vivo al Phantasy Theatre di Cleveland. La copertina presenta, in un campo nero, il logo della band, il nome dell'album (per intero) e un "dito medio".
Nel 1990 l'EP è stato ristampato in CD e videocassetta contenuti in un libretto con la copertina reversibile: la parte visibile nei negozi era un semplice campo bianco con il logo della band, il nome dell'album (!!!****You!!!) con una didascalia che recitava: "Il brano che LORO hanno cercato di vietare"; nell'angolo in basso a destra compariva pure un logo Parental Advisory. La copertina originale poteva essere utilizzata aprendo e rovesciando il libretto, piegandone il coperchio in senso opposto. Il CD contiene una versione extra dal vivo di Fuck You.
Nel 1996 l'EP è stato ristampato con il titolo !!!Fuck You!!! and Then Some e con l'aggiunta di due tracce registrate dal vivo successivamente (una di queste è la cover di Hole in the Sky dei Black Sabbath) e, posto alla fine, l'EP Overkill pubblicato nel 1984. La copertina è la stessa dell'EP !!!Fuck You!!! con in più la dicitura "and Then Some".

## Tracce
!!!Fuck You!!! (1987)
1. Fuck You (studio) – 2:20
2. Rotten to the Core (live) – 6:40
3. Hammerhead (live) – 3:57
4. Use Your Head (live) – 5:18
5. Electro-Violence (live) – 3:50

Durata totale: 22:05
!!!Fuck You!!! (1990)
1. Fuck You (studio) – 2:20
2. Rotten to the Core (live) – 6:40
3. Hammerhead (live) – 3:57
4. Use Your Head (live) – 5:18
5. Electro-Violence (live) – 3:50
6. Fuck You (live) – 2:28

Durata totale: 24:33
!!!Fuck You!!! and Then Some (1996)
1. Fuck You (studio) – 2:20
2. Rotten to the Core (live) – 6:40
3. Hammerhead (live) – 3:57
4. Use Your Head (live) – 5:18
5. Electro-Violence (live) – 3:50
6. Fuck You (live) – 2:28
7. Hole in the Sky (live) – 3:42
8. E.Vil N.Ever D.Ies (live) – 6:11
9. Rotten to the Core – 5:14
10. Fatal If Swallowed – 6:20
11. The Answer – 8:49
12. Overkill – 3:41

Durata totale: 58:30

## Formazione
- Bobby "Blitz" Ellsworth – voce
- Bobby Gustafson – chitarra
- D.D. Verni – basso
- Rat Skates – batteria